# Дом-музей Мэй Ланьфана
Дом-музей Мэй Ланьфана (кит. трад. 梅蘭芳紀念館, упр. 梅兰芳纪念馆, пиньинь Méi Lánfāng Niàn Guǎn) открыт в Пекине 27 октября 1986 года.

## О музее
Музей открыт в Пекине в доме 9 на улице Хугосыцзе, где Мэй Ланьфан прожил последние 10 лет своей жизни. Дом представляет собой типичный для Пекина архитектурный комплекс сооружений с квадратным внутренним двориком. Площадь дворика составляет порядка 1000 м².
После создания музея сюда были переданы многочисленные предметы и литературные материалы, подаренные государству семьей Мэй Ланьфана в 1962 году.
Сейчас в музее действует четыре выставочных зала.
Надпись для вывески музея сделал пятый Генеральный секретарь ЦК КПК Дэн Сяопин.

## Адрес
Музей расположен в Пекине, в районе Сичэн на улице Хугосыцзе, дом 9.
Телефон: +86 (10) 83223598.

## Время работы
Музей открыт с 9 до 16 часов ежедневно, кроме понедельника.